# A biotechnológia forradalmának tudománytörténeti alapjai

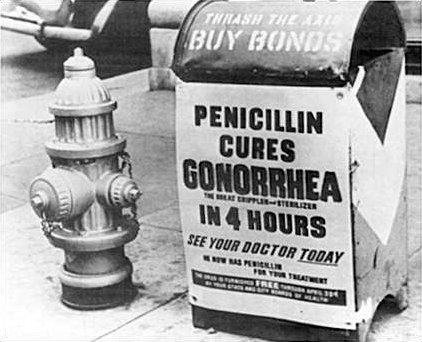
Reklám, a penicillin meggyógyítja a gonorrheát. A forrás Dél-Karolinából származik az 1940-es évekből. A penicillinre, mint egy csoda gyógyszerre tekintettek, amely hatalmas hasznot hozott a világháborúk korának.

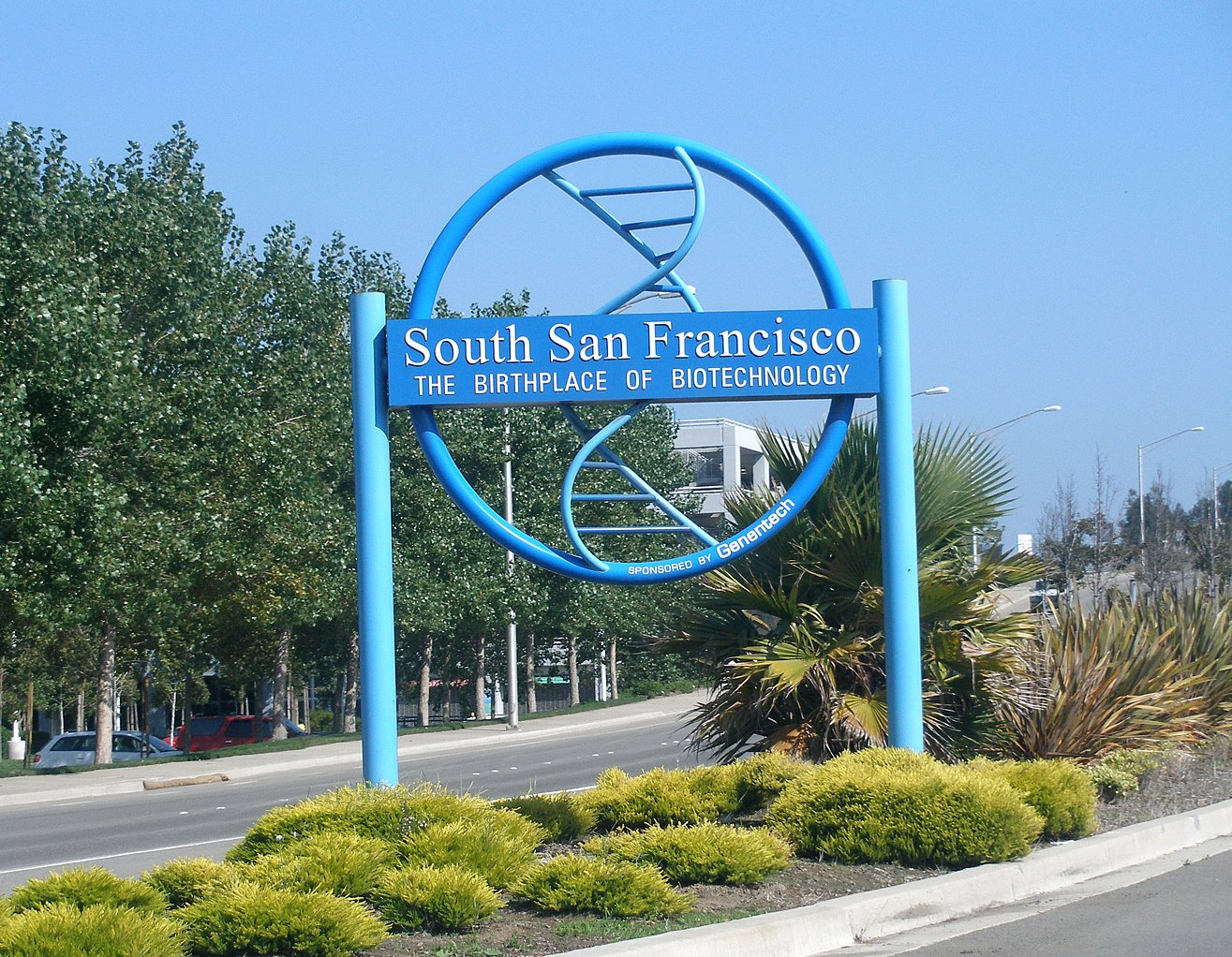
A Genentech által szponzorált jel Dél-San Franciscoban, amely "a biotechnológia bölcsőjét" szimbolizálja

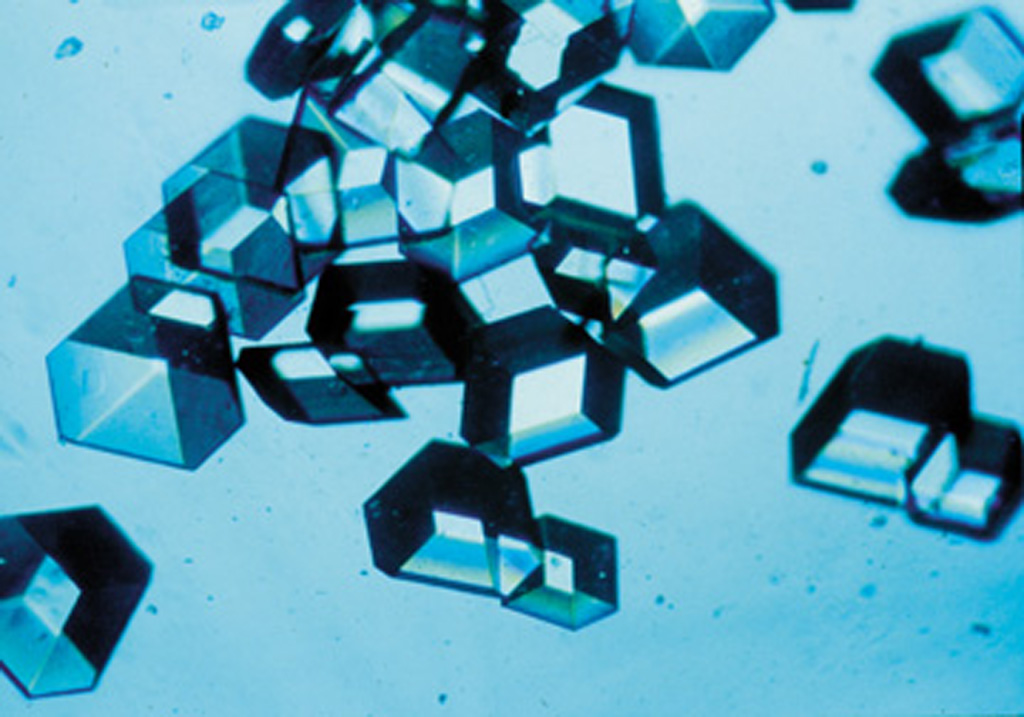
Rekombináns DNS technológia felhasználásával előállított szintetikus inzulin kristályok

A biotechnológia forradalmának alapja az a hatalmas tudományos fejlődés, amely az elmúlt három évszázadot jellemzi. Ahhoz, hogy ezt a forradalmat megértsük célszerű megvizsgálni ezen évszázadok tudománytörténetét. Az 1950-es évekre a kémia és a genetika tudományának fejlődése a biotechnológia tudományában találkozott össze. A forradalmi technikák: a géntechnológia és a genom szekvenálás a kémia és biológia konvergenciájából ered, ezért célszerű külön-külön tanulmányozni a kémia, a genetika és a géntechnológia történetét.
Napjainkban a biotechnológia úttörői új megoldásokat fedeznek fel a takarmány-, élelmiszer- és fogyasztási cikkek jobb hozzáféréséhez. Ők a tudásukat a korábbi úttörők megszerzett tudományos újításaikra építették, mint például az egyiptomiak, Louis Pasteur, Gregor Mendel, James D. Watson, Francis Crick és Herbert Boyer tudására. A biotechnológia sok-sok ígérettel rendelkezik, amely képes javítani az életünket és bolygónk életét. A világ népessége várhatóan meghaladja a 9 milliárdot 2050-re, a biotechnológia új lehetőségek találkozás a világban arra, hogy csökkentse a keresletet az élelmiszerek, a takarmányok, az üzemanyagok iránt. Napjainkra a biotechnológia tudománya olyan szintre jutott, hogy fenntartható megoldásokat nyújt alapvetően egy jobb, biztonságosabb, egészségesebb élet reményében a Földön.
Egyes kutatók szerint szerint jelenleg 2000 petabájt (kb. 2000 millió gigabájt) tudományos adat ismert. Nem egészen 500 év alatt jutottunk el napjainkig. A modern természettudomány 3 byte/napos sebességgel kezdődött. Körülbelül ilyen tempóban gyűltek az adatok évszázadokon át.[forrás?]

## Modern kémia (1770 – 1953)

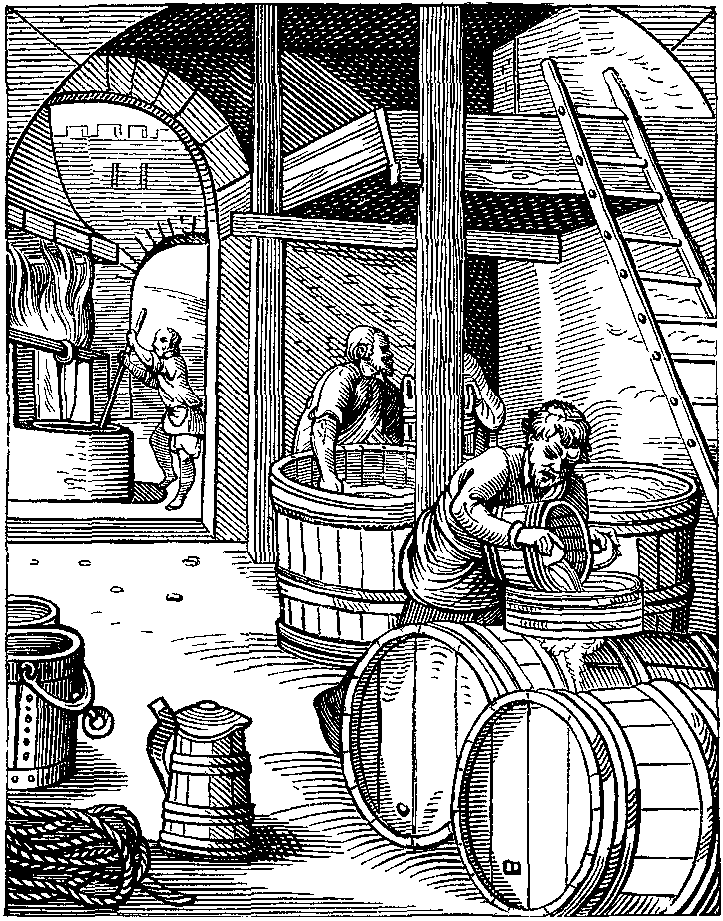
A sörgyártás egy korai példája a biotechnológia fejlődésének kezdeti szakaszában

A korszerű kémia és a modern biotechnológia közötti kapcsolat sokak számára első látásra nem nyilvánvaló. Sok fontos lépést kellett megtenni a kémia területén, mielőtt a tudósok képesek voltak meghatározni bonyolult molekuláris struktúrákat, mint például a DNS-t. A legnagyobb jelentőségű felfedezés a DNS molekuláris szerkezetének (ez kémiai tulajdonság) meghatározása James D. Watson és Francis Crick által, 1953-ban született meg. Ezen a ponton a kémia és a biológia területei egyesültek oly módon, hogy eszközt, technikát és tudást képeztek a biotechnológiai forradalom beindításához.

### A kémiai atom-elmélet és a periódusos rendszer (1770 – 1869)
Lavoisier kifinomult koncepciója az elemekről, amely a kémiai atom-elmélet, azaz "a különböző elemek alapvetően más atomok". Ő és több tudós is dolgozott az elemek azonosításán. Lavoisier felsorolt harmincegy elemet az 1789-ben megjelent Elements of Chemistry c. könyvében. Berzelius felsorolt negyvenkilencet elemet 1826-ban, míg Mengyelejev periódusos rendszere 1869-ben megjelenik.

### A kémia kettéválik, szerves és szervetlen kémiára (1860 – 1898)

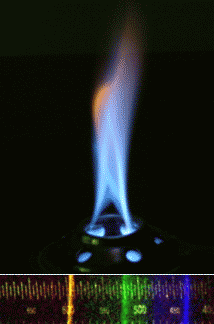
Spiritusz láng spektruma

Szerves vegyületek széntartalmúak, míg a szervetlen vegyületek azok, amelyek nem. A Mengyelejev hagyta hézagok a periódusos rendszerében megjósolta ugyan az elemeket, de beazonosítani két technika segítette az ismeretlen elemeket. Az első, 1860-ban felfedezett spektrométer. Fel lehetne használni arra, hogy elemezzék égő anyagok által kibocsátott fényjelenség hullámhosszát. Több elemet fedeztek fel ezen a módon. 1898-ban Marie és Pierre Curie felfedezi a radioaktivitást és új elemeket, köztük a rádiumot és polóniumot, radioaktív izotópokat.

### A szerves vegyületek szintézise (1823 – 1953)

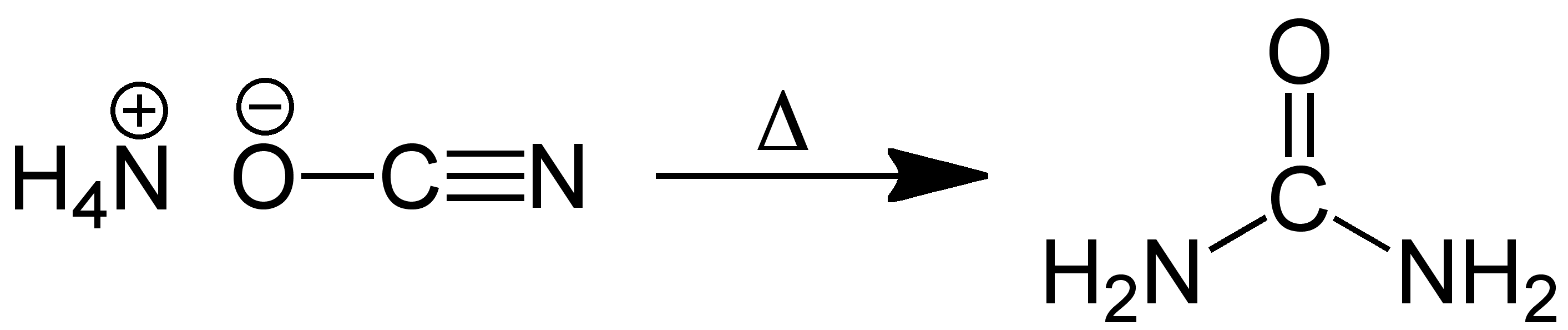
Wöhler-szerinti karbamid szintézis

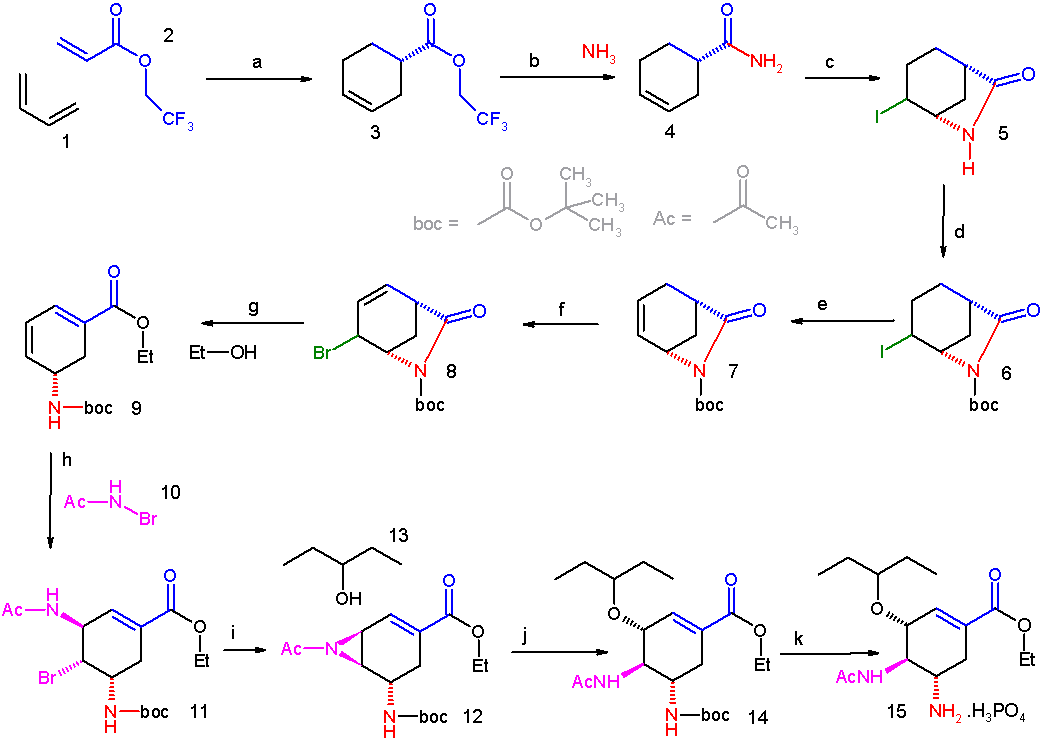
Az oseltamivir (Tamiflu) vírusellenes gyógyszerhatóanyag totálszintézise jól elkülöníthető kémiai reakcióból áll össze

Az ismeretek bővülése viszonylag egyszerűbb molekula szerkezetek létrehozását tette lehetővé. A megnövekedett kutatómunkának, a növekvő tudásnak, ismeretanyagnak köszönhetően szerves és szervetlen vegyületek szintézisére került sor. Először 1828-ban a karbamid szintézisével bizonyították ezt. Ahogy egyre több molekulát szintetizáltak, a vegyészek képesek voltak egyre bonyolultabb struktúrákat, komplex molekulákat előállítani, amelyek léteztek a természetben is. Ez volt az a munka ezen a területen, amely a DNS szerkezetének felfedezését elősegítette. Egy új technika, az 1913-ban kifejlesztett röntgen-krisztallográfia volt, amely lehetővé tette azonosítását sokkal nagyobb molekulák szerkezetének. Ez a technika lényegében egy fényképe egy molekulának a kristályos molekula szerkezetéről, kihasználva a röntgen-diffrakció elvét, vagyis azt, hogy röntgen sugarak letérnek az eredeti pályájukról, amikor elérik a molekulát.
A technika finomodott a következő évtizedekben, így élesebb kép készítése vált lehetővé. Ez a kép a DNS felfedezésével élesebbé vált Rosalind Franklinnek köszönhetően 1952-ben, és még ebben az évben Erwin Chargraff 1. szabálya is: az adenin bázisok egyenlő számúak a timin bázisok számával és a guanin bázisok egyenlők a citozin bázisok számával. Majd a kettős hélix vagy létraszerkezet adta Watson és Crick felfedezésével a teljes képet 1953-ban. A modern kémia fejlődése a késő 18. századtól kezdve lehetővé tette a DNS szerkezetének kidolgozását 1953-ra. A DNS szerkezeti tulajdonságainak és funkcióinak együttes ismerete megvalósította a genetika tudományát, ahol a DNS az örökletes információ hordozója. Az új technikának a géntechnológiának gyors fejlődését és ezen történéseken keresztül a biotechnológia forradalmát hozta.

## Genetika kialakulása (1900 – 1953)

A DNS kémiai szerkezete

A citológiával kombinált genetikai alig több mint fél évszázad alatta jutott el a döntő felfedezéshez, vagyis a DNS-nek elsődleges szerepe van az öröklődésben és a sejtek működésében. Párosítva az új ismereteket a DNS molekuláris szerkezetével vezetett a gyors fejlődéséhez az új genetikai eszközöknek és technikáknak, amelyek elősegítették a biotechnológiai forradalmát.

### Mendeltől a biotechnológia fogalmán át az elektroforézisig (1900 – 1937)

#### Mendel törvényeinek újra felfedezése

Domináns és recesszív fenotípus.
(1) szülői generáció.
(2) F 1 generáció.
(3) F 2 generáció. Domináns (piros) és a recesszív (fehér) fenotípus egyformán néz ki az F 1. (első) generációban és 3:1 arányban mutatnak az F 2. (második) generáció.

Mendel törvényeinek újra felfedezésére több mint egy negyed évszázadot kellett várni. Mendel munkájának jelentőségét a tudományos közvélemény sokáig nem ismerte fel. Ehhez talán a legközelebb Haacke (1893) jutott, aki egerekkel végzett kísérleteket. Valójában tökéletes mendeli analízist végzett, de az egyes kombinációk gyakoriságát nem jegyezte fel. Először De Vries figyelt fel Mendel művére 1900-ban, amikor 3 cikket is közölt különböző növényi hibridekről. Észrevette az F2 generációban a 3:1 arányú hasadást, valamint az 1:1 hasadást, ha az F2 utódokat a homozigóta recesszív szülőhöz keresztezi vissza. Érdekes módon Mendel nevét csak a legutoljára közölt munkájában említi meg. Valószínű, hogy csak ekkor olvashatta Mendel közleményét. 1857-ben, a biológusok először megfigyeltek kis pálca alakú szervet osztódó sejtekben, amelyeket 23 évvel később kromoszómáknak neveztek el.

#### A DNS történetének kezdete

A nukleotidok

A DNS történetének kezdete 1869. január 1. Johann Miescher nukleinsavat talált gennyes kötszer fehérvérsejtjeiben. Ez utóbbi vezette később a tudósokat arra a gondolatra, hogy a DNS lehet az örökítőanyag egy élő organizmusban. A DNS-t 1871-ben azonosították a Rajnában élő pisztráng spermájából, bár pontos szerepe az öröklődésben tisztázatlan maradt. Albrecht Kossel német biokémikus 1879-ben megállapította, hogy a nukleinsavak tagjai ötféle bázis adenin, timin, citozin, guanin és uracil kombinációi. A belga biológus, Eduard Van Beneden 1882-ben felfedezte, hogy minden faj jellegzetes kromoszómaszámmal rendelkezik. Sok modern biotechnológiai fejlesztés a gének és a genetika részletes ismeretén alapulnak. Ez a tudás az elmúlt században gyűlt össze.
A modern genetika tudománya sokak szerint 1900-ban kezdődött, Mendel munkájának, a borsónövények öröklési tényezőinek (faktorok, később nevezhetjük géneknek) újra felfedezésével. Mendel közzé tette munkáját 1866-ban, de kevés figyelmet kaptak, amíg ugyanazon elveket egymástól függetlenül 1900-ban a három tudós (Carl Correns, Hugo de Vries és Erich Von Tschermark) újra felfedezték. A sejtek tanulmányozhatóságát (citológia) az segítette, hogy javult a mikroszkópok felbontó képessége. Ez ahhoz vezetett, hogy a kromoszómákat 1879-ben felfedezik.

#### A kromoszómaelmélet általánossá válik

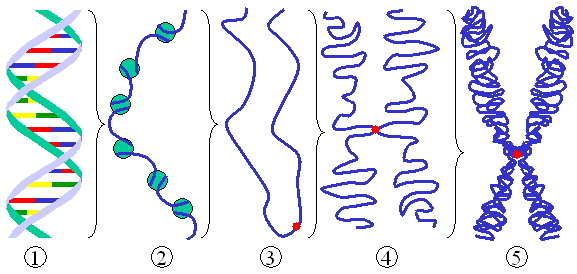
A kromoszóma kondenzált szerkezete. DNS kondenzáció szintjei: (1) DNS szál (2) Kromatin szál (DNS hisztonokkal). (3) Kromatin interfázis alatt centromér. (4) Kondenz kromatin profázis alatt. (5) Kromoszóma metafázis alatt.

A kromoszómaelmélet általánossá válik a századfordulón. 1900-ban azt is kimutatták már, hogy a fehérjék és nukleinsavak sejteken belül jelen vannak. A 20. század elején megállapították, hogy gén található a kromoszómákban. Azonban nem volt 1952-ig széles körben elfogadott a genetikusok körében az, hogy a DNS hordozza a genetikai információt. 1906, a genetika fogalmának bevezetése. Miután Darwin munkája megjelent (A fajok eredete, 1859-ben.), sokan igyekeztek felfedezni, hogy a fajra jellemző tulajdonságokat hogyan lehet átvinni a szülőkről az utódokra. Azt sejtették , hogy "anyagi tényezők" az okozói, és elismerték, Hugo de Vries gondolatát (írásban 1910-ben), hogy "elemi egységek, amelyek az öröklődésért felelősek. Csakúgy, mint a fizika és a kémia visszament a molekulák és atomok egységének szintjére, a biológia tudományának kell meghatározni ezeket az elemi egységeket, hogy megmagyarázzák ezek révén az élővilág egyedeinek változékonyságát.". (Az egységek valójában kiderült, hogy a DNS-molekulák.)
Gének és kromoszómájuk kapcsolata 1910-ben nyilvánvalóvá válik, amikor gyümölcs legyek tanulmányozása során Thomas Hunt Morgan felfedezte, hogy a gének a kromoszómákon vannak. A mutáció jelenségét megfigyeli Drosophila melanogaster muslicában és 1913-ban, "crossing-over"-nek nevezi Thomas Hunt-Morgan. 1925-ben Morgan csapata 100 gént talált a Drosophila négy kromoszómáján. 1919-ben Thomas Hunt-Morgan azonosította az XY, férfi és női, XX-kromoszómát és az volt a véleménye, hogy bizonyos, jellegzetes vonások lehetnek nemhez kötöttek. Később megmutatta, hogyan a génmutáció módosíthatja a nemre jellemző öröklött tulajdonságokat.

#### A biotechnológia szó először jelenik meg nyomtatásban
A biotechnológia szó először jelenik meg nyomtatásban 1919-ben Ereky Károly magyar gépészmérnök tollából. A nukleinsavak öröklődésben játszott szerepére Griffith angol mikrobiológus kutatásai (1928) szolgáltattak közvetlen bizonyítékot. Kísérleteiben elsősorban arra törekedett, hogy a tüdőgyulladás egyik kórokozójával (Streptococcus pneumoniae) szemben hatékony oltóanyagot állítson elő. Először a kórokozó baktériumtörzset 35 generáción át egerekbe oltva gyengítette le. Az eredeti virulens törzsből (S változat) így sikerült egy tokját és kórokozó jellegét elvesztett változatot (R variáns) előállítani. A kísérletek során az egyik kísérleti egércsoportot egyszerre fertőzte a hatástalan R változattal és a hővel elölt (ezért már nem fertőzőképes) S változattal. Meglepő módon azt találta, hogy mégis több egér elpusztult és ezekben fertőzőképes S. pneumoniae baktériumokat lehetett kimutatni. Miután a kísérletet többször megismételve ugyanazt az eredményt kapta, feltételezte, hogy a hővel elölt S változat valamilyen anyag átvitelével képes az egyébként nem kórokozó R változat átalakítására. A megfigyelt jelenséget transzformációnak nevezte el. Eredményeire nem talált megfelelő magyarázatot. Volt egy javaslat már 1884-ben, Oskar Hartwigé, hogy "Nuclein az anyag, amely felelős ... az örökletes tulajdonságok" továbbításáért. Ezt a nézetet azonban nagyrészt figyelmen kívül hagyták. A "tetranukleotidok hipotézis" elméletét Phoebus Levene 1930-ban terjesztett elő. Ez megállapította, hogy a DNS négy nukleotidja (adenin, timin, guanin és citozin) felelős a genetikai kódért. Az elektronmikroszkóp (1930) és elektroforézis (1937) feltalálása nagyban hozzájárult a filozófia, az immunológia, a biokémia, a mikrobiológia gyorsabb fejlődéséhez.

### A molekuláris biológiától a kettős spirálig (1938–1953)
Az 1940-es évekre a genetikai és a biokémiai ismeretek egyértelműen arra utaltak, hogy a DNS és a gének egymással szoros kapcsolatban állnak. Ugyanakkor nem volt világos, hogy a DNS milyen módon tölti be az örökítő anyag szerepét. Erre a kérdésre aztán a cambridgei Cavendish laboratóriumban sikerült a választ megtalálni. A „molekuláris biológia” kifejezés megszületik 1938-ban. Az egy gén, egy enzim hipotézist 1941-ben Beadle és Tatum állították fel, azaz "egy gén termel egy enzimet". Ez a teória szintén akadályozta felismerését a DNS jelentőségének. Az "egy gén, egy enzim" hipotézis, bár nem alapvetően rossz, téves következtetésre jutott, vagyis az enzimek voltak a gének. Az elméletet azóta módosították az "egy gén, egy polipeptid" hipotézisre.
Avery a Rockefeller Egyetem kutatója, 1944-ben bizonyítja, hogy a DNS hordozza a genetikai információt. Oswald T. Avery és munkatársai bizonyították, hogy a DNS valóban a genetikai információt szállítja a bakteriális, pneumococcus tüdőgyulladás kórokozójában.
A Hershey–Chase-kísérlet néven ismert kísérletsorozatot 1952-ben végezték el Alfred Day Hershey és Martha Chase amerikai genetikusok, ennek eredményeként igazolták, hogy az élőlények örökítő anyaga a DNS. Ezt először az 1944-ben végrehajtott Avery–MacLeod–McCarty-kísérlet során vetették fel. Bár a DNS már 1869 óta ismert volt a biológusok előtt, de a legtöbben azt feltételezték, hogy az öröklődéshez szükséges információkat a fehérjék tartalmazták. Megjelenik 1952-ben Erwin Chargraff 1. szabálya, vagyis az adenin bázisok egyenlő számúak a timin bázisok számával és a guanin bázisok egyenlők a citozin bázisok számával.

## Géntechnológia (1953 – 1985)

A DNS kettős hélix szerkezete

### A DNS-kutatás kezdetei (1953 – 1976)

#### A molekuláris biológia központi dogmája
A gének felbontásának lehetősége mutációval és rekombinációval, Seymour Benzer (1955) veti fel, azaz mennyire osztható a gén? Előzetes számítások : T4 fág 4x105 nukleotid = 2x105 bp ez kb. 200 map unit (mu), akkor 1 mu = 1/100 rekombináns / 103 bp 0,01 mu = 10 bp 1/10.000 rekombináns. (Két egymáshoz közeli mutációnál). A molekuláris biológia központi dogmáját Crick és Gamow fogalmazták meg 1957-ben. A DNS-szekvencia valójában egy fehérje aminosav sorrendjét határozza meg. A genetikai információ mindig a DNS-ről a hírvivő RNS irányába, majd az mRNS-ről képződő fehérje irányába halad. Ezt a dogmát a reverz transzkriptáz felfedezése később ugyan valamelyest módosította, mivel kiderült, hogy az RNS vírusok esetében szükség van arra, hogy RNS-ről DNS képződjék. A reverz transzkripció ill. az azt végző enzim a molekuláris biológia későbbi szakaszában nagyon fontos eszköznek bizonyult.

#### A genetikai kód megfejtése
A genetikai kód megfejtése volt a következő fontos lépés. 1966-ban Nirenberg, Mathaei és Ochoa mutatták ki, hogy a nukleotid triplettek képesek mind a 20 aminosav kódját meghatározni. Ez azt jelentette, hogy a 20 aminosavat 64 lehetséges kombináció kódolja. Az RNS nukleotidok keverékéből szintetikus mRNS-t készítettek a polinukleotid foszforiláz segítségével. Első lépésben szintetikus poli-uracil RNS-t készítettek és ha ezt az Escherichia coli baktérium in vitro protein szintetizáló rendszeréhez adták, akkor egy fehérjét (polifenilalanin) sikerült szintetizáltatni. Ezt követően Leder és Nirenberg rövidesen módosított eljárással a teljes genetikai kódot sikerrel megfejtette. Néhány aminosavnak egy vagy két kodonját azonosították, de találtak olyan aminosavakat, amelyeket 4 vagy 6 kodon azonosított. A kodonok közül egy start, három pedig stop kodonnak bizonyult. A munka sikeréhez Khorana is jelentősen hozzájárult, mivel olyan módszert dolgozott ki, amely lehetővé tette specifikus RNS-szekvenciák szintézisét.
A molekuláris genetika egyik másik fontos állomása volt a David Botstein által kifejlesztett módszer a restrikciós fragmentum hossz polimorfizmusának meghatározására. Ez azon alapszik, hogy ha pl. 2 emberi egyed DNS-szekvenciáját hasonlítják össze, akkor átlagosan 500 bázispárra esik 1 különböző nukleotid. Ha ez a polimorfizmus olyan szakaszra esik, amely egy restrikciós enzim hasítóhelye akkor ez megakadályozza az enzim hasítását. Így a hasítás hiányában az agaróz gélen megfutatott DNS fragmentum mérete hosszabb lesz. Az ilyen polimorfizmusok esetenként mint molekuláris markerek is jól használhatók lesznek.

#### A „genetic engineering”, géntechnológia kialakulása
Rekombináns DNS-módszer létrejöttével a „genetic engineering”, a géntechnológia kialakul. A molekuláris biológia fejlődésének következő mérföldkövét Paul Berg 1972-ben közölt eredményei jelentették. Ebben a kísérletben Berg restrikciós enzimet használt, hogy egy gént izoláljon egy emberi rákbetegséget okozó majom vírusból. Ezután a DNS ligáz enzimet használta fel arra, hogy a vírus DNS-t az E. coli baktérium lambda fágjába építse be. Ez volt az első eset, amikor különböző szervezetekből nyert rekombináns DNS-t sikerült előállítani. Berg a kísérlet kockázatos jellegét is észrevette, ezért először a rekombináns DNS molekulát nem az E. coli baktériumba transzformálta, ahol az könnyen felszaporítható lett volna. Ezért egy év szünetet javasolt az ilyen típusú kísérletekre, hogy a megfelelő biztonsági előírások kidolgozására elegendő idő legyen. Ezután sikerrel újította fel kísérleteit a rekombináns DNS-sel, munkája alapozta meg a génsebészetet és az arra épülő biotechnológiai ipart.

#### A DNS-szekvencia megállapítása
A molekuláris biológia fejlődését nagy mértékben segítette F. Sanger munkássága is. Először az inzulin aminosav sorrendjét határozta meg és ezért Nobel-díjat is kapott. Később a rövid RNS molekulák szekvencia sorrendjének meghatározására dolgozott ki módszert. Végül pedig a második Nobel díját a DNS-szekvencia megállapítás új módszerének kidolgozásáért kapta 1980-ban. Módszere azon alapult, hogy először a kettősszálú DNS-ből egyesszálút készített majd az egyik szálhoz radioaktívan jelölt oligonukleotid primert és egy bizonyos didezoxinukleotidot (pl. ddATP) és annak normális formáját (dATP) ill. a másik 3 nukleotidot adta hozzá. Az eljárás azon a logikán alapul, hogy ahol a ddATP beépül, a frissen szintetizálódó szálban a reakció leáll, a DNS polimeráz nem képes a további nukleotidokat beépíteni. Az új DNS szál hossza a beépült ddATP helyzetétől fog függeni. Ezt a reakciót mind a négy didezoxinukleotiddal el kell végezni és a reakció termékeket poliakrilamid gélelektroforézissel egymástól el kell választani. Ezután az 5. végen radioaktívan jelölt DNS szálakat autoradiográfiával mutatják ki. Mennél hamarabb épül be a didezoxinukleotid annál rövidebb lesz a DNS, tehát a nukleotid sorrend meghatározását a méret meghatározására vezethetjük vissza. Ezt az 1977-ben bevezetett szekvenálási módszert kisebb módosításokkal a mai napig használják. Sanger módszerével párhuzamosan Maxam és Gilbert amerikai kutatók egy kémiai reakciókon alapuló alternatív DNS-szekvenálási eljárást fejlesztettek ki.

### A korszerű biotechnológia létrejötte (1976 – 1985)

#### A rekombináns géntechnológia elkezdődik
A géntechnológia vált valóra, amikor egy mesterséges gént felhasználva humán proteint egy baktérium állítja elő első alkalommal. A biotechnológiai cégek és az egyetemek is hatalmas tudományos és technológiai versenyre kelnek, és a világ soha nem lesz a régi mondták a biotechnológia úttörői. Herbert Boyer és Robert Swanson megalapítja a Genentech Inc.-t, a biotechnológiai cég elkötelezett a fejlődő és a marketing termékeken alapuló rekombináns DNS technológia mellett. Genentech Inc. az első géntechnikai vállalat. A Genentech bejelenti az első humán fehérje baktériummal történő előállítását a szomatosztatint. 1978-ban, Herbert Boyer a University of California laboratóriumában, San Franciscóban előállítja szintetikus változatát a humán inzulin génnek, és beilleszti az Escherichia coli baktériumba. Mivel a legfontosabb pillanatban a rekombináns géntechnológia elkezdődik, a lassan fejlődő, csordogáló biotechnológia, egy robbanásszerű folyamattá válik a diagnosztikában és terápiás eljárásokban (DNS-szekvenálás és klónozási technikák). Ugyan a definíció szerint már a sumerok sörfőzését is biotechnológiának tekinthetnénk, ahogy az évezredes növénynemesítést is, azonban a fogalmat precíz értelmében megtestesítő technológia, az ezen alapuló iparág, a rekombináns DNS technika megjelenésétől datálódik, az 1970-es évek végétől. Az iparág pontos születési dátuma 1983-ra tehető, a humán inzulint rekombináns DNS technikával, baktériumok felhasználásával előállító Genentech megalakulása, tőzsdére vonulásának időpontjára.

#### Paradigmaváltást az orvostudományban
A transzlációs medicina és biotechnológia paradigmaváltást hozott az orvoslásban. Paradigmaváltás a gyógyításban, amely magában foglalja az ember biológiájának mélyebb megismerését és magát a terápiát is. A gyógyításban elsőként a molekuláris diagnosztikában várható áttörés, mely a különféle betegségek kimutatását és előrejelzését jelenti. A terápiában a személyre-szabott gyógyítás (personalized medicine: orvosi genomika, farmakogenomika, nutrigenomika) megteremtése az elérendő cél. A személyre-szabott gyógyítás egyrészt, a hagyományos gyógyszerek egyénekre összeállított kombinációit jelenti (a molekuláris diagnosztikai vizsgálatok alapján); másrészt, új egyén-specifikus gyógymódok (pl. génterápia, tumorterápia, antitestterápia, őssejtterápia) bevezetését foglalják magukba. A jövő orvostudományában a betegségek megelőzése (prevenció) nagyobb fontossággal bír majd. Az egyén genomjának ismerete alapján valószínűsíteni lehet a betegségeket, ami lehetővé teszi a megfelelő életmód kialakítását és a gyakori, célzott orvosi vizsgálatok végzését. A betegségek eloszlása a korábbi évszázadokban túlnyomó fertőző betegségekről a krónikus betegségek (asthma, diabetes, szív-, érrendszeri betegségek és rák) felé mozdul el. Walter Gilbert és Allan Maxam a Harvard Egyetemen kidolgozza a DNS-szekvenálási eljárást vegyszerek használata helyett enzimekkel.

#### A genetikailag módosított élőlények szabadalmaztathatók
Az amerikai Legfelsőbb Bíróság megállapítja, genetikailag módosított élőlények is szabadalmazhatók („superbug” szénhidrogénfaló mikroba). A nyitás óriási lehetőséget biztosít kereskedelmi kiaknázására a géntechnológiának. Az első ilyen jellegű szabadalmat az Exxon olajvállalat kapta olajfaló mikroorganizmusokra 1980-ban, (Chakrabarty-eset). Svájci tudósok 1981-ben az első transzgenikus emlőst (egér) klónozzák. A Genentech Inc. még ebben az évben klónozott interferon gammát szabadalmaztatott és Baruch Blumberg és Irving Millman fejlesztette ki az első hepatitis B vakcinát (nem rekombináns).
Az amerikai Food and Drug Administration (FDA) 1982-ben jóváhagyja az első biológiai vagy rekombináns fehérjét, az első genetikailag módosított gyógyszert, a baktériumok által termelt humán inzulint és ezzel egy időben az Applied Biosystems, Inc. bevezette az első kereskedelmi gázfázisú fehérje szekvenátort, ezzel drasztikusan csökkentve a szükséges fehérjeminta szekvenálását.

#### A genomszekvenálás
A genetikai egy másik fontos fejlődési állomása a genomszekvenálás volt. Ez a genetikusok korai munkájából fejlődött ki, amikor a géneknek a kromoszómákon elfoglalt helyét feltérképezték. A jelenlegi technikák és ismeretek ma már sokkal kifinomultabb meghatározást tesznek lehetővé, mint a szekvenálás folyamatának kezdeti lépéseinél. A szekvenálásban felhasznált eszközök alkalmazásában történt haladás, különösen a megnövekedett sebesség, amellyel az előállított információkat fel lehet dolgozni, azt jelentette, hogy lehetségessé vált az emberi genom szekvenálás elkezdése 1990-ben. A teljes tervezetét az emberi genom szekvenálásnak 2003 áprilisában tették közzé. A genomok szekvenálása jelentősen növelte a genetikai információkról nyert ismereteit a tudósoknak, és ez többek között lehetővé tette számukra, hogy a megnövekedett tudás birtokában az emberi betegségekről is több ismerethez jussanak – "Ha van egy részletes genetikai térkép, képesek leszünk azonosítani az egész sorozatát a géneknek, amelyek befolyásolják azokat a faktorokat, ahogy az emberi test növekszik, vagy ahogy az élő szervezet kórosan funkciónál ". A géntérképezés, "meghatározása a relatív pozícióit a géneknek a DNS-molekulán (kromoszómán vagy plazmidon), és közöttük lévő távolságot, kötési vagy fizikai egységekben " .
Az első kapcsolatot vagy kromoszóma térképet 1913-ban, AH Sturtevant hozta létre és térképezte fel a relatív helyét hat génnek a Drosophila melanogaster muslica egyik kromoszómáján. Mutációt lehetett tanulmányozni viszonylag könnyen gyümölcslegyekben, mert gyorsan szaporodnak, így a genetikai változásokat követni lehet sok nemzedéken át, de nehéz volt ezt a munkát az embereken vizsgálni, mert életciklusuk sokkal hosszabb. Egy új technika, fejlődött ki 1967-ben, amely megszüntette az előbbi problémákat. A szomatikus sejtek hibridizációja az emberi gének feltérképezését tette lehetővé. Frederick Sanger 1977-ben elkezdett dolgozni a DNS-szekvenáláson, ráépítve korábbi munkájára, vagyis fehérjék szintézise aminosavak sorozatából. Az első genom szekvencia meghatározását(a bakteriofág elnevezett phiX174) 1978-ban fejezte be. Egy másik módszer alakult ki a szekvenálásnak ugyanabban az időben, amely vegyi anyagot használt és didezoxi-nukleotidokra osztotta fel a DNS-t. "Azóta a két módszer szabványosított, felgyorsult, és egy nagy részben automatizált".
Kary Mullis a Cetus Corporationnél Berkeley, (Kalifornia) feltalált egy technikát a DNS-szekvenciák in vitro meghatározására, a polimeráz-láncreakciót (PCR). PCR-t nevezték a legforradalmibb új technikának a molekuláris biológiában, 1983-ban. Cetus szabadalmaztatta az eljárást, és 1991 nyarán eladta a szabadalmat a Hoffman-La Roche Inc.-nak 300 millió dollárért.
A genomszekvenálás és géntérképezés hozzájárult ezzel a megnövekedett tudással különböző élő szervezetek biológiai folyamatainak és genetikai funkcióinak jobb megértéséhez. Ezek nagy mennyiségű adatot biztosítanak, amelyek a géntechnológiában alkalmazható eszközök és növelik a biotechnológiai alkalmazások körét.

## Big data évtizedei, a biotársadalom körvonalai (1985–)
Ereky Károly megjósolta, hogy az ipari forradalomhoz hasonlóan egyszer eljön egy biokorszak is. Sokak szerint a 21. század éppen ez a biokorszak lesz, és úgy tűnik, hogy ez már el is kezdődött, hiszen már látszanak az úgynevezett „biotársadalom” körvonalai. Ez a fogalom azt jelenti – ma már ez jellemzővé kezd válni –, hogy a mindennapi élet minden szegmensét átszövik a biotechnológiák. Másképpen fogalmazva: biológiai az alapanyag (évenként megújuló lignocellulóz- és cukorbázis), biológiai eredetű az energia (lignocellulóz alapú hőerőművek, bioetanol, biodízel) és bio a technológia is, amellyel ezeket feldolgozzák, illetve felhasználják. A biotechnológia egyike a tudományos eszközök sokasága közül, amely nagy lehetőséget kínál arra, hogy megfeleljen a világ növekvő élelmiszer-, takarmány-, üzemanyag- és egyéb anyagok iránti igényének kielégítésére, fenntartható módon.

### Humán genom project
A Human Genome Project (HGP), egy hatalmas, nemzetközi, nyilvános projekt az emberi genom sorrendjének és térképének elkészítésre, amelyet az amerikai kongresszus 1988-ban hagyott jóvá és a munka 1990-ben kezdődött el. Az emberi genom sokkal nagyobb, mint bármely korábban szekvenált genom (összesen a phiX174 5375 nukleotid bázissal rendelkezik, a humán genom mintegy 3 000 000 000-al). Az ambiciózus cél befejezését 15 évben határozták meg. A munka az emberi genom szekvenálása csak egy része a teljes projektnek. A projektet közzétették 2001 februárjában, és a teljes tervezetet a nyilvánosságnak 2003-ban adta ki a projekt.

### Biotechnológiai alkalmazások ipari forradalma
Az emberek már több ezer éve használják az élő organizmusokat és biológiai folyamatokat saját használatra. A legkorábbi alkalmazások valószínűleg problémásak voltak az élelmiszer- és italkészítésben, mint például a sör, kenyér és a sajt előállításában. A korai alkalmazások teljesen természetes folyamatokként működtek, és nem igényeltek semmilyen megértését ezeknek az eljárásoknak. Egyes alkalmazásokat a modern biotechnológia még mindig természetes folyamatokként működteti, de ma már teljes mértékben érti és uralja ezeket. A géntechnológiát arra használták, hogy jobban megértsék a biológiai folyamatokat, és javítsák azok hatásfokát, és arra is használják, hogy új forrásokat találjanak egyes termékek előállításához, vagy teljesen új termékeket produkáljanak, amelyek még soha nem fordult elő a természetben. Biotechnológiai mostantól számos iparágban kerül alkalmazásra, amely folyamatosan bővült az rDNS technikák fejlődésével párhuzamosan. Jelenlegi az ipar számos területét a magában foglalja biotechnológia, így például: az egészségipar, az élelmiszeripar, a bányászat, a műanyagok, a vegyipar, a textilipar, a környezetvédelem és hulladékkezelés. Széles körben használják a mezőgazdaságban, az állattenyésztésben és vízgazdálkodásban.